# Umbilicaria pulvinaria
Umbilicaria pulvinaria är en lavart som först beskrevs av Savicz, och fick sitt nu gällande namn av Frey. Umbilicaria pulvinaria ingår i släktet Umbilicaria och familjen Umbilicariaceae.   Inga underarter finns listade i Catalogue of Life.